# Sara Kantorska
Sara, występująca wcześniej jako Sara Jaroszyk, właśc. Sara Kaja Kantorska (ur. 2 września 1993 w Warszawie) – polska piosenkarka, kompozytorka, autorka tekstów. Porusza się w nurcie alternatywnego R&B, soulu, hip hopu, muzyki elektronicznej. Jej wcześniejsze kompozycje oscylują wokół popu i elektropopu. Członkini zespołu P.Unity.

## Życiorys
Sara Kantorska jest absolwentką Państwowej Szkoły Muzycznej pierwszego stopnia im. Grażyny Bacewicz w Warszawie w klasie fortepianu. Pochodzi z muzycznej rodziny. Jej matką jest Ewa Skrzypek – wokalistka, kompozytorka, autorka tekstów, która w 1990 roku zdobyła Nagrodę Dziennikarzy na Festiwalu w Opolu. Ojcem Sary jest Damian Jaroszyk, m.in. były gitarzysta zespołu Lombard. Jako dziecko, Sara Kantorska uczęszczała na zajęcia taneczne, brała udział w wielu pokazach i zawodach tanecznych, a także występowała z chórem Państwowej Szkoły Muzycznej im. Grażyny Bacewicz, zdobywając nagrody i wyróżnienia. Ukończyła Gimnazjum i Liceum im. Narcyzy Żmichowskiej Z Oddziałami Dwujęzycznymi w Warszawie. Następnie studiowała na Uniwersytecie Warszawskim, zdobywając tytuł licencjata i magistra na kierunku amerykanistycznym. W latach 2004–2006 brała udział w nagraniach trzech płyt dla dzieci z serii Wesołe Podwórko. Część nagrań znajdujących się na płytach to utwory pochodzące z programu telewizyjnego TVP1 pt. „Jedyneczka”.

## Wczesna kariera – „Wild At Heart” i „Światłocienie”
W wieku 17 lat, Sara zaczęła pisać materiał na swoją pierwszą, solową płytę Wild At Heart (Sara Jaroszyk), która ukazała się jako wydawnictwo niezależnie 18 lutego 2015 roku. Na płycie znalazły się utwory w większości napisane i zaaranżowane przez wokalistkę. Stanowią one zapis pierwszych twórczych poszukiwań artystki. Płytę promowały utwory „It’s Electric Love”, „Farsa”, „Słowa i Słowa” i „My Burning Desire”, do których powstały teledyski. Odpowiedzialna jest również za projekt graficzny płyty.
W 2018 roku Kantorska podpisała pierwszy kontakt fonograficzny czego rezultatem była premiera płyty Światłocienie (Sara Jaroszyk), która ukazała się 19 października 2018 roku. Sara Kantorska skomponowała i napisała wszystkie teksty na płytę. Razem z Bartoszem Mielczarkiem, zajęła się również produkcją albumu. Singiel „DNC”, który promował album, utrzymywał się na listach przebojów wielu stacji radiowych. Kantorska po raz pierwszy zajęła się opracowaniem choreografii do klipu w reżyserii Sebastiana Juszczyka.

## Album Neowise (2021) – redefinicja brzmienia i kierunku muzycznego
W 2020 roku Sara Kantorska nawiązała współpracę z zaprzyjaźnionymi producentami AWGS-em i Kxllage-m. Sara zdecydowała się powrócić do jej muzycznych inspiracji z najmłodszych lat (Beyoncé, Destiny’s Child, Rihanna, Alicia Keys), pisząc szczere teksty po polsku, a także poruszając się w klimacie gatunków alternatywnego R&B, hip hopu i soulu. W wyniku wspólnych działań z producentami, Sara w krótkim czasie napisała materiał na płytę Neowise, która ukazała się 22 października 2021 roku. Dystrybucją cyfrową zajęła się wytwórnia Sony Music Poland, wydawnictwo fizyczne ukazało się we współpracy z Fame Art. Na płycie znalazły się dwie współprace „Po Co” feat. Skip i „Spójrz” feat. Jarecki, które obok singla „Ciemność”, promowały płytę Neowise. Płyta zyskała znakomite recenzje między innymi na łamach portali takich jak Newsweek.pl czy Zwierciadło. W 2022 roku Sara wystąpiła z materiałem z płyty między innymi podczas Męskiego Grania w Warszawie, jak również na festiwalu Letnie Brzmienia obok Vito Bambino.

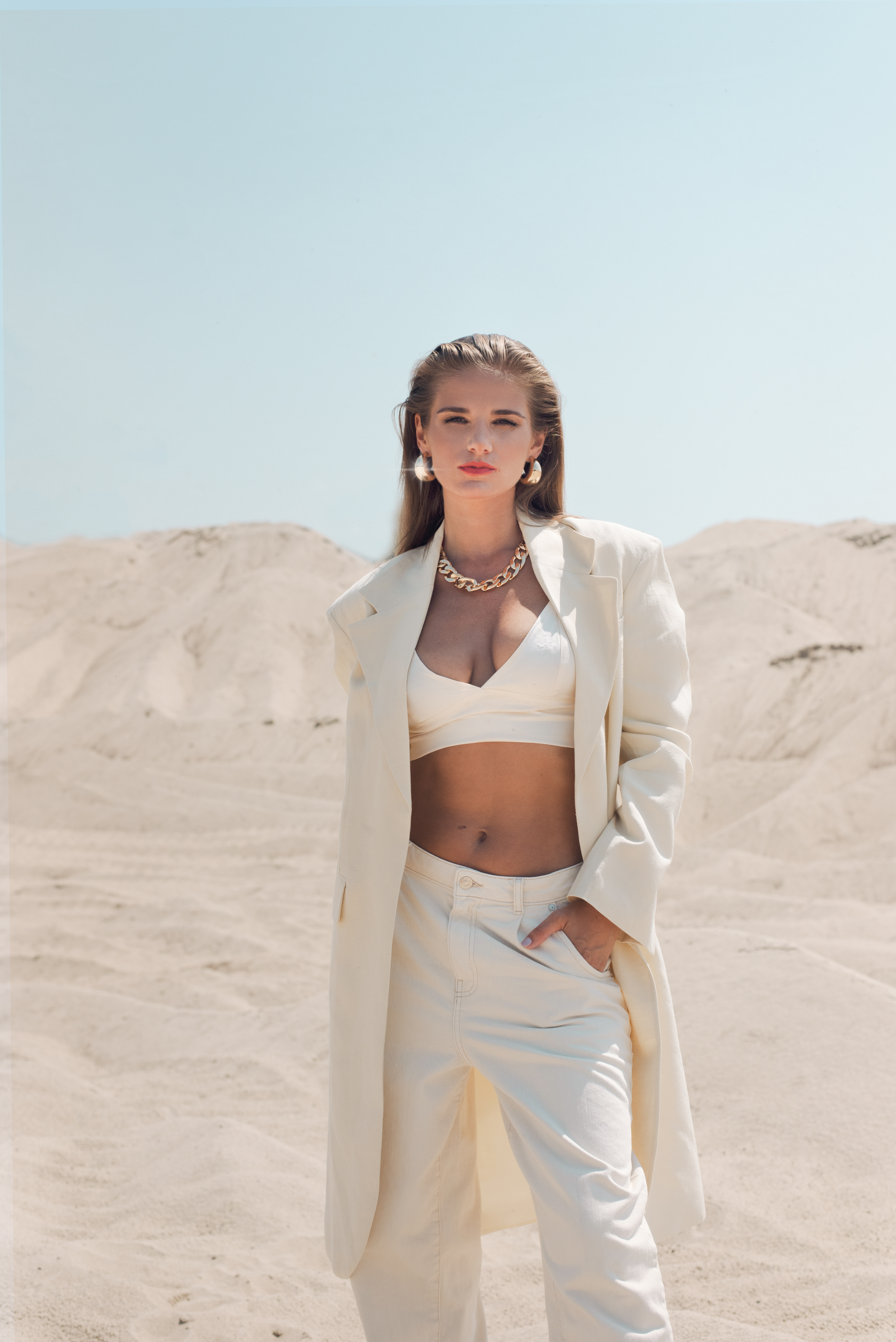

## Współprace muzyczne

### P.Unity
Od roku 2012 Sara Kantorska związana jest z P.Unity – zespołem z pogranicza gatunków funk, soul, jazz i rap. W 2017 roku ukazała się EP-ka Mango. W 2018 roku zespół został zaproszony przez Michała Urbaniaka do nagrania dwóch utworów na jego płytę pt. Urbanator Days – Beats & Pieces. W tym samym roku zespół brał udział w wielu koncertach, między innymi Pol’and’Rock Festival, Spring Break Festival 2018, World Wide Warsaw, 10. Festiwalu Jana Himilsbacha w Mińsku Mazowieckim, Akant Good Vibes Festival w Koszalinie. Zespół towarzyszył Michałowi Urbaniakowi na warszawskim Festiwalu Nowe Fale, jak również podczas WOŚP-u i na festiwalu Solidarity of Arts w Gdyni. Na jesieni 2018 roku ukazała się debiutancka płyta zespołu Pulp. W styczniu 2019 roku album został nominowany do Fryderyka w kategorii Album Roku Blues/Country. W 2019 roku zespół występował między innymi na festiwalach Open’er Festival, Off Festival, Soundrive. W 2022 roku, zespół wystąpił na Scenie Alternatywnej Krajowego Festiwalu Piosenki Polskiej w Opolu.

### Rosalie.
W 2018 i w 2019 roku Sara występowała jako chórzystka Rosalie. Wystąpiła na prestiżowych festiwalach Open’er Festival, H&M Loves Music oraz na Live Music Festival. Brała udział w nagraniach Sofar Sounds, a także w finałowym odcinku Top Model, wykonując utwór Rosalie. „Więcej”.

### Rasmentalism
W 2020 roku Sara została zaproszona na płytę Geniusz zespołu Rasmentalism, na której udzieliła się wokalnie w utworach „Krajobrazy” i „Nowe Plemię”. W tym samym roku dołączyła również do składu koncertowego zespołu, biorąc udział w trasie koncertowej Rasmentalism. Zespół wystąpił między innymi na Fest Festiwal czy Open’er Park.

### Miętha
W latach 2020–2023 Sara Kantorska była członkinią składu koncertowego zespołu Miętha, z którym zagrała między innymi na festiwalach: Open’er Festiwal, Open’er Park, Fest Festival, Olsztyn Green Festival, Stay Wild Festival, Lekko Festiwal, a także Letnie Brzmienia u boku Vito Bambino i Bitaminy. W 2021 roku Sara została zaproszona na płytę 36,6 do nagrania wspólnego utworu pt. „Sauté” jest również współautorką singla.

## Dyskografia

### Albumy solowe
- Sara – Hot sauce[62] (2024; wyd. Sara Her Music, dystr. cyfrowa Mugo)
- Sara – Neowise[63] (2021; dystr. cyfrowa Sony Music Poland, wyd. fiz. Fame Art)
- Sara Jaroszyk – Światłocienie (2018; Agora S.A.)
- Sara Jaroszyk – Wild At Heart (2015; wydawnictwo niezależne)

### Gościnnie
- DJ BRK, Sara, Robert Cichy – „Nie Mogę Stać”[64][65] (2022; Universal Music Polska)
- Miętha, Sara – „Sauté” z albumu 36,6 Extended (2021; Asfalt)
- Rasmentalism „Krajobrazy” i „Nowe Plemię” z albumu Geniusz (2020; Sony Music Entertainment)
- Natalia Moskal, Sara Jaroszyk „Lay Down The Guns” (2019)[66]

### Inne
- P.Unity No Codes Live at Jassmine (2024; U Know Me Records i Funky Mamas And Papas Recordings)[67]
- P.Unity No Codes (2023; U Know Me Records i Funky Mamas And Papas Recordings)[68]
- P.Unity Pulp (2018; U Know Me Records i Funky Mamas And Papas Recordings)[69]
- Michał Urbaniak, P.Unity – Urbanator Days Beats & Pieces[70][71] (2018; Ubx Records)
- P.Unity Mango (2017; Astrophone Records)[72]
- Wesołe podwórko – Zmyślanki Bujanki (2006; EMI Music Poland)[73]
- Wesołe podwórko – Przedszkolaki i Zwierzaki (2005; Warner Music Poland)
- Wesołe podwórko – Piosenki dla dzieci (2004; Warner Music Poland)